# Alireza Nedzsáti
Alireza Ajatollah Nedzsáti (újperzsa nyelven: علیرضا نجاتی, Kom, 1998. március 20. –) iráni kötöttfogású birkózó. A 2019-es birkózó-világbajnokságon bronzérmet nyert 60 kg-os súlycsoportban, kötöttfogásban. A 2018-as Junior világbajnokságon bronzérmes lett 60 kg-ban. A 2018-as Junior birkózó Ázsia-bajnokságon ezüstérmet szerzett 60 kg-ban.

## Sportpályafutása
A 2019-es birkózó-világbajnokságon bronzérmet nyert. Ellenfele, az üzbég Elmurat Taszmuradov volt, akit 7-5-re legyőzött.